# Erebia alcyone
Erebia alcyone är en fjärilsart som beskrevs av Stewart 1817. Erebia alcyone ingår i släktet Erebia och familjen praktfjärilar. Inga underarter finns listade i Catalogue of Life.